# Director de fotografia
En cinema el o la director de fotografia és la persona responsable de com es veurà la pel·lícula. És a dir, és la responsable de coordinar la il·luminació, l'òptica a utilitzar, l'enquadrament, el color, la textura del film o l'ambient general d'una pel·lícula. També és la persona responsable des del punt de vista conceptual de determinar la tonalitat general de la imatge (tons càlids o freds, predominants en cada escena o seqüència i la seva alternança al llarg del metratge, així com, la seva concordança -o no- amb la temàtica del guió cinematogràfic), guiant-se amb la visió que tingui del film el director. Les escenes enregistrades pel director de fotografia es passen a l'editor de pel·lícula per al muntatge.

## Relació amb el director
El director de fotografia és un subordinat del director, encarregat de captar una escena d'acord amb la visió d'aquest. Les relacions entre el director de fotografia i el director poden ser de diferents menes. En alguns casos, el director permetrà al director de fotografia una total independència, mentre que en d'altres, el director no en permet gaire o gens, fins i tot arribant a especificar la ubicació exacta de la càmera i la selecció de lents. Aquest nivell d'implicació és menys freqüent quan el director i el director de fotografia s'han trobat còmodes l'un amb l'altre en films anteriors, fins al punt que és habitual que un director faci servir el mateix director de fotografia, com ara és el cas de Christopher Nolan i Hoyte van Hoytema, o Wim Wenders i Robby Müller.
El director generalment transmetrà al director de fotografia el que es vol d'una escena visualment i permetrà al director de fotografia la latitud per aconseguir aquest efecte. Habitualment el director i el director de fotografia acorden inicialment el tipus d'il·luminació que requereix la història i també en cada situació particular d'aquesta, en funció del to dramàtic, del gènere, etc.

## Equip de fotografia

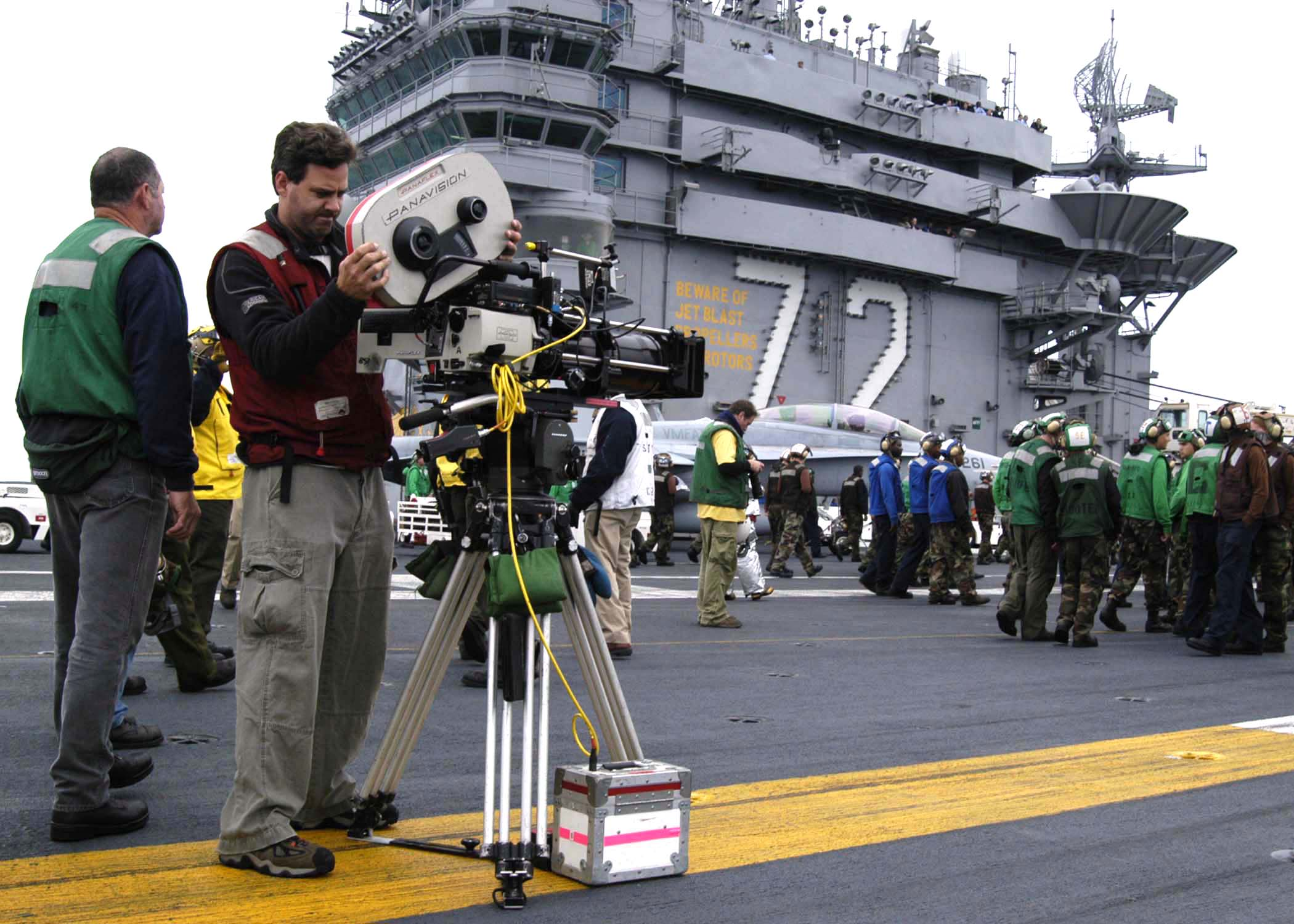
Un equip de filmació preparant les escenes de la pel·lícula Stealth en la coberta de vol i amb la tripulació del portaavions classe Nimitz USS Abraham Lincoln (CVN 72).

L'equip de fotografia està format per:
- Director de fotografia o primer operador: Cap de tot l'equip.
- Operador de càmera o segon operador: Porta la càmera i enquadra d'acord amb el que diu el cap de foto i el director.
- Ajudant de càmera o foquista: porta el focus i tot el relacionat amb la càmera.
- Auxiliar de càmera: controla que sigui correcte l'equip de càmera, carrega i descarrega els xassissos de pel·lícula.
- Meritori de càmera: fa tasques de suport a l'equip de càmera.
- Assistent de vídeo: fa anar i instal·la el vídeo, el corbo i els monitors.
- Cap d'elèctrics: Coordina l'equip d'elèctrics.
- Elèctrics: Col·loquen els elements d'il·luminació com i on diu el cap d'elèctrics.
- Cap de maquinistes: coordina els maquinistes que porten el tràveling, grua, charriot, etc.
- Maquinistes: són els encarregats de manipular dollys, grues i altres suports de càmera.
- Foto fixa: fa preses amb càmeres de fotos comunes, amb diversos propòsits: registre documental del rodatge, fotos amb finalitats publicitàries i com a ajuda a la continuïtat del film.

## Història
Als inicis de les pel·lícules, el director de fotografia normalment també era el director i la persona que manejava físicament la càmera. A mesura que la forma d'art i la tecnologia van evolucionar, va sorgir una separació entre el director i l'operador de càmera. Amb l'arribada de la il·luminació artificial i les pel·lícules més ràpides (més sensibles a la llum), a més dels avenços tecnològics en òptica, els aspectes tècnics de la cinematografia van requerir un especialista en aquesta àrea.
La cinematografia va ser clau durant l'era del cinema mut; sense so a part de la música de fons i sense diàlegs, les pel·lícules depenien de la il·luminació, l'actuació i l'escenari.
L'American Society of Cinematographers (ASC) es va formar l'any 1919 a Hollywood i va ser la primera societat comercial per a directors de fotografia. En altres països es van formar societats similars. Per exemple, la British Society of Cinematographers (BSC). Els seus objectius inclouen el reconeixement de la contribució del director de fotografia a l'art i la ciència de la producció cinematogràfica.